# سیدنی
سیدنی (به انگلیسی: Sydney) سیدنی یکی از شهر های کشور استرالیا است. بزرگ‌ترین شهر کشور استرالیا و قاره اقیانوسیه و نیز مرکز ایالت نیو ساوت ولز می‌باشد. این شهر با جمعیتی بیش از ۵ میلیون نفر، بر کرانه‌های شرقی استرالیا و در سواحل اقیانوس آرام قرار دارد. سیدنی نماد کشور استرالیا و شهری است با جذابیت‌های بی‌شمار که ۲۱۸ سال از زمان تأسیس آن می‌گذرد. این شهر که در جنوب‌شرقی استرالیا واقع شده، اولین مکانی است که بیشتر جهانگردان در بدو ورود به استرالیا به آن پا می‌گذارند.
سیدنی سرشار از تنوع است و ساکنان آن عمدتاً از پیشینه مختلف قومی، نژادی و فرهنگی برخوردارند. در هر گوشه‌ای از سیدنی، می‌توان ردپایی از فرهنگ‌های گوناگون را مشاهده کرد که در کنار جاذبه‌های طبیعی، مراکز تفریحی، پارک‌های ملی و حفاظت شده، موزه‌ها و گالری‌های هنری باعث شهرت جهانی شهر شده‌اند. سیدنی مرکز ایالت نیو ساوت ولز است. شهر سیدنی، بسیار گسترده و بزرگ است و شامل ۷۰۰ محلّه می‌شود. در طول زمان، به‌تدریج هر یک از این محله‌ها مکان تجمع مهاجرین کشور خاصی شده‌است. همچنین یکی از جاذبه‌های مهم طبیعی این منطقه وجود زیستگاه کانگورو است که به تنوع و زیبایی جانوری طبیعت این منطقه از استرالیا می‌افزاید.

## آب و هوا
آب و هوای سیدنی در مناطق مختلف متفاوت است اگر‌چه در بیشتر مواقع آب و هوای آن معتدل است. در سیدنی میزان بارش باران نسبت به مراکز ایالت‌های دیگر بیشتر است. بارش باران در تمام طول سال در این شهر وجود دارد و متوسط بارش در تابستان بیش از زمستان است. در سیدنی در حدود ۱۵۰ روز از سال باران می‌بارد و پر‌باران‌ترین ماه‌ها آوریل و ژوئن هستند. دمای هوا در زمستان (ماه ژوئن و ژوئیه) به‌ندرت به کمتر از ۵ درجه می‌رسد. همچنین در سیدنی نسیم‌های خنک دریایی نیز می‌وزد.

## حمل و نقل در سیدنی
اغلب ساکنان سیدنی با اتومبیل و از طریق آزادراه‌ها، خیابان‌ها و بزرگراه‌ها تردد می‌کنند. مهم‌ترین مسیر حرکت در مناطق شهری، سیستم تردد خیابانی می‌باشد. اتوبوس، قطار و قایق‌هایی به نام فری نیز، بخش وسیعی از حمل و نقل مسافران را برعهده دارند.

### قطارهای شهری و تراموا
قطارهای سیدنی توسط خط آهن شهری (سیتی ریل)، که وابسته به دولت محلی ایالت نیو ساوت ولز است، اداره می‌شوند. قطارهای برون‌شهری در حومهٔ شهر تردد کرده، سپس در یک ترمینال زیرزمینی که در بخش تجاری مرکز شهر قرار دارد، به یکدیگر ملحق می‌شوند. پس از المپیک سال ۲۰۰۰، کارایی سیتی ریل به‌طرز قابل توجهی تنزل یافت. در سال ۲۰۰۵، سیتی ریل برنامهٔ کاری تجدید نظر شده‌ای ارائه داد و رانندگان بیشتری استخدام کرد. همچنین طبق برنامه‌ریزی‌های انجام شده، طرح زیر ساختی بزرگی نیز با نام طرح خطوط بدون ترافیک یا Clearways تا سال ۲۰۱۰، به اتمام خواهد رسید.
سابقاً بخش وسیعی از حمل و نقل در شهر سیدنی توسط واگن برقی (تراموا) انجام می‌شد که طی سال‌های ۶۰–۱۹۵۰ از رده خارج شد. سیدنی همچنین دارای یک تراموای خصوصی راه‌اندازی شده به‌نام Metro light Rail می‌باشد که از ایستگاه مرکزی «Central Station» به‌سمت «لیلی فیلد Lilyfield» که در امتداد یک خط آهن باربری است، حرکت می‌کند.

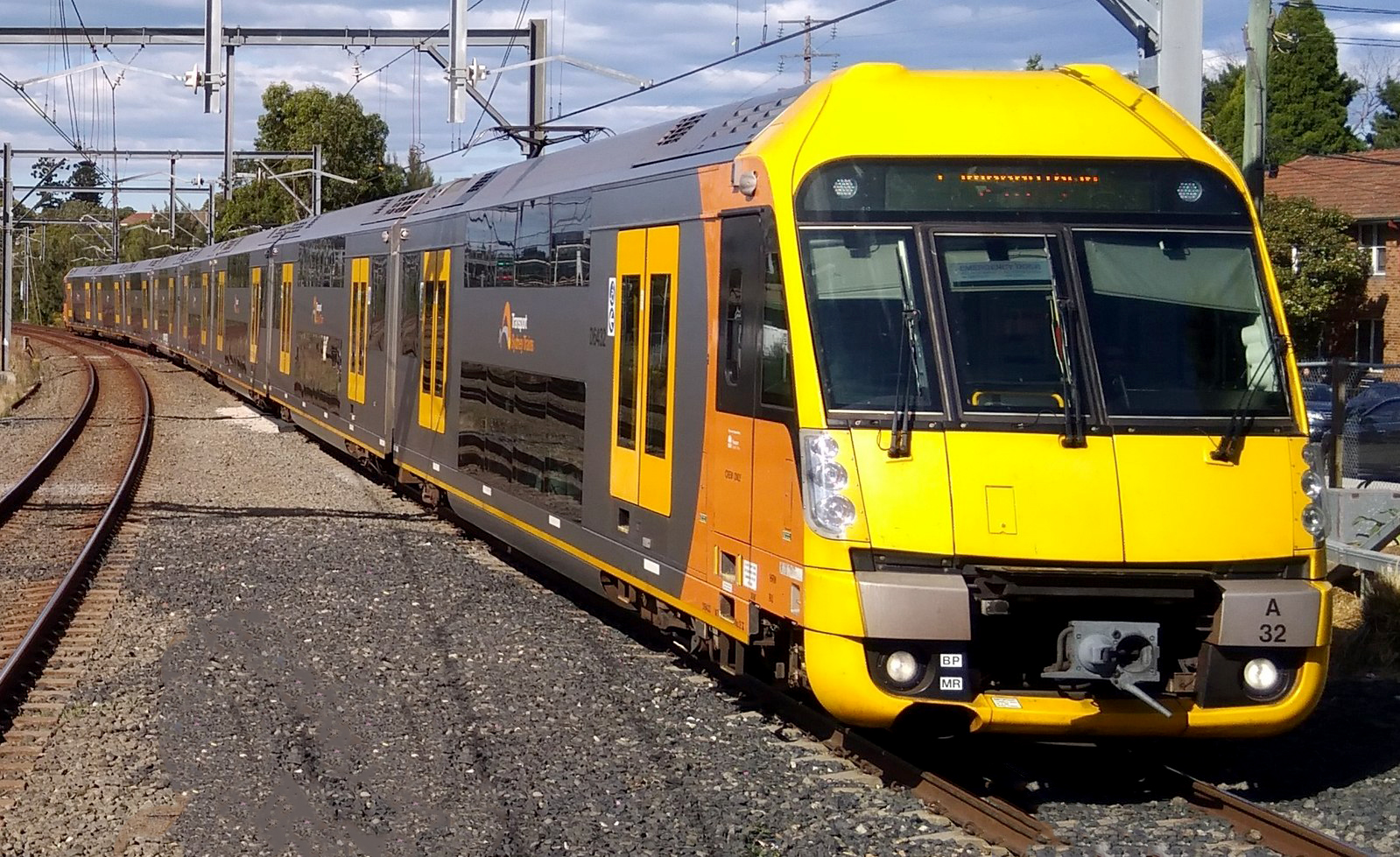
بیشتر قطارها در سیدنی دو طبقه هستند.

### مونوریل و اتوبوسرانی
علاوه‌بر‌این، یک مونوریل کوچک نیز در حوالی دارلینگ هاربر و بخش تجاری شهر وجود داشت. این مونوریل به طول ۳٫۶ کیلومتر و دارای ۸ ایستگاه در نواحی توریستی شهر از قبیل آکواریوم سیدنی و موزه ملی بود. این مونوریل در سال ۲۰۱۳ برچیده شد.
در اکثر بخش‌های مهم شهری، تردد توسط اتوبوس‌ها انجام می‌شود اما در بسیاری از نواحی هم از واگن‌های برقی استفاده می‌شود. در داخل شهر و حومه‌، اتوبوس‌های دولتی امتیاز انحصاری ترابری را دارند اما در نواحی برون‌شهری، ترابری اتوبوس‌ها توسط شرکت‌های اتوبوسرانی خصوصی انجام می‌شود. در سال ۱۹۹۹، در مناطقی که قبلاً از حمل و نقل عمومی خوبی برخوردار نبود، خطوط اتوبوسرانی سریع‌السیر راه‌اندازی شد و نخستین مسیر، خط اتوبوسرانی لیورپول - پاراماتا بود که در فوریه سال ۲۰۰۳ افتتاح شد.

### قایق‌های فری
یکی دیگر از خطوط حمل و نقل دولتی سیدنی، قایق‌های مسافربری با نام «فری» هستند که بر روی بندر سیدنی و رودخانهٔ پاراماتا (Parramatta River) حرکت کرده و تعداد بی‌شماری از مردم شهر و گردشگران را جابجا می‌کنند. این قایق‌ها از سال ۱۸۷۵ در بندرگاه سیدنی در حرکت‌اند و هم‌اکنون بیش از ۱۴ میلیون نفر را در سال جابجا می‌کنند.

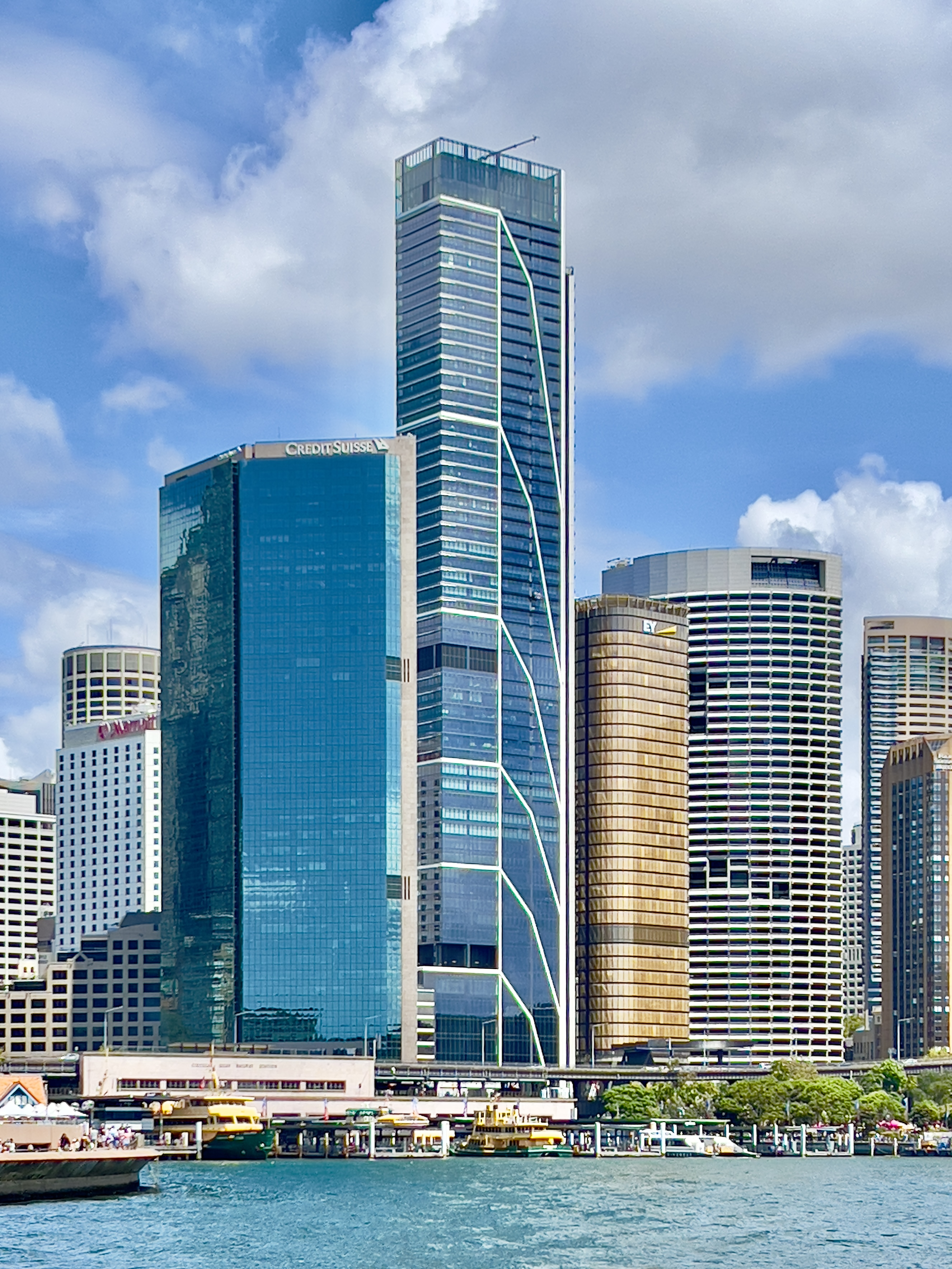
کشتی‌ها در سیدنی

### فرودگاه سیدنی
فرودگاه بین‌المللی سیدنی در استرالیا به‌نام فرودگاه «کینگز فورد اسمیت» معروف است و در سطح بین‌المللی با کدهای SYD (یاتا) و YSSY (ایکائو) شناخته می‌شود. فرودگاه مذکور، که در حومهٔ شهر سیدنی قرار دارد، یکی از معدود فرودگاه‌های قدیمی جهان است که از زمان افتتاح تاکنون، بدون تعطیلی به مسافران و شرکت‌های هواپیمایی خدمات ارائه داده‌ است.
این فرودگاه پر‌ترافیک‌ترین فرودگاه استرالیا است که در سال ۲۰۰۳ میلادی، بیست و هشتمین فرودگاه پرترافیک جهان لقب گرفت، اما این موفقیت در سال‌های بعد تکرار نشد و در سال‌های اخیر، فرودگاه بین‌المللی شهر سیدنی هرگز نتوانسته در میان ۳۰ فرودگاه برتر جهان جای گیرد. به رغم اینکه فرودگاه سیدنی پر‌ترافیک‌ترین فرودگاه استرالیاست، مساحت آن از کلیهٔ فرودگاه‌های بزرگ استرالیا کمتر است. این فرودگاه دارای سه باند است که دو باند آن «شرقی- غربی» است و باند دیگر «شمالی-جنوبی» است. ارتباط با فرودگاه از طریق جاده و سامانهٔ قطار شهری امکانپذیر است.

## هنرها و تفریحات سیدنی

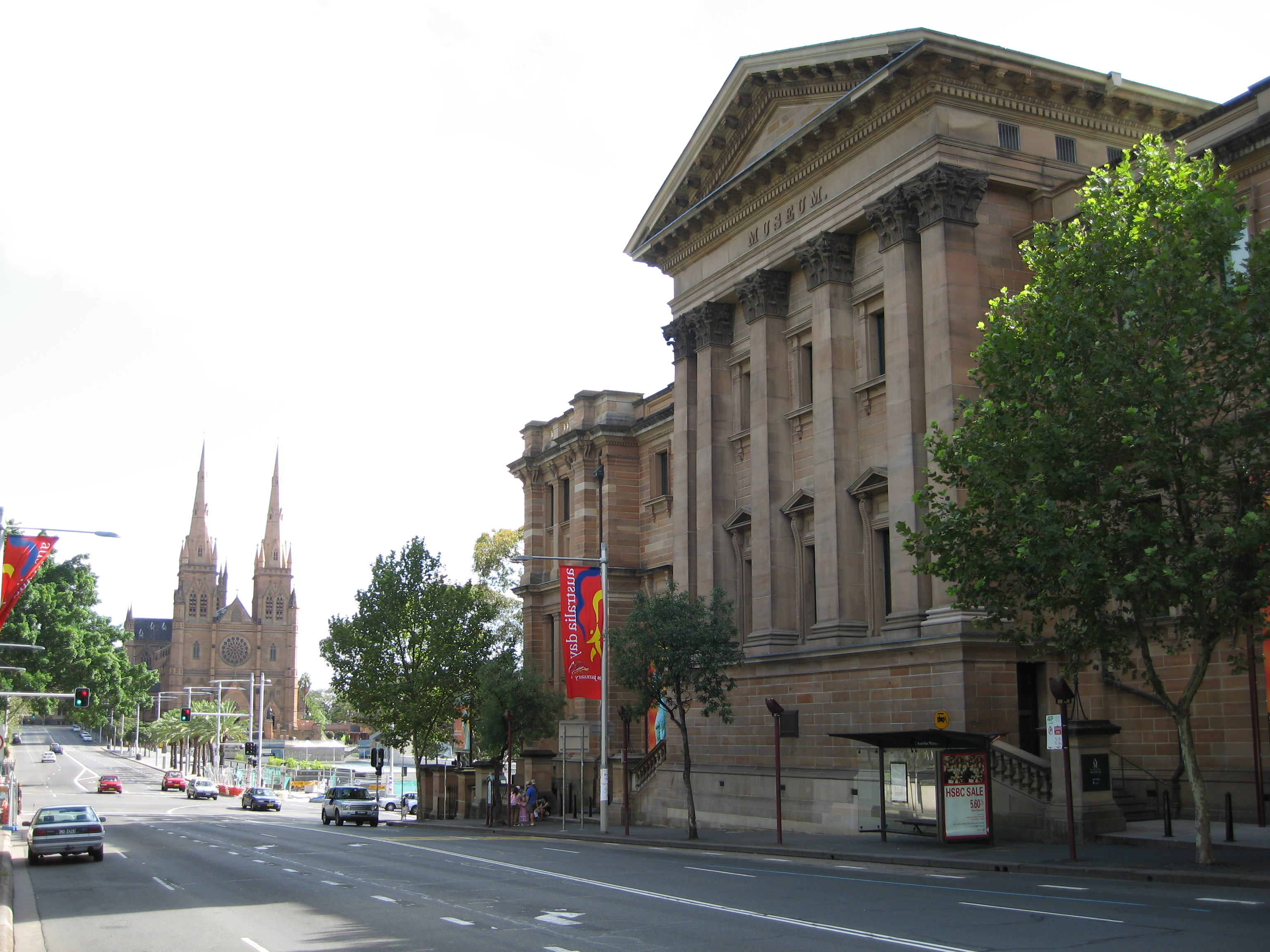
موزه استرالیا، در تقاطع خیابان‌های ویلیام و کالج، قدیمی‌ترین موزه استرالیا است.

سیدنی دارای مؤسسات و مکان‌های فرهنگی متنوعی می‌باشد. اپرا هاوس سیدنی از ۵ سالن تشکیل شده که قادر است اجراهای گوناگونی را برگزار کند. این مکان جایگاه اصلی ارکستر سمفونی سیدنی و انجمن اپرای استرالیا است و از نظر کثرت برنامه‌های هنری، سومین گروه اپرای جهان است. سایر سالن‌های اجرا عبارتند از: تالار شهرداری سیدنی، تالار تکنوازی شهر، تئاتر کشور و تئاتر «وارف». Sydney Town Hall, City Recital Hall, the Wharf Theatre
گروه رقص سیدنی به سرپرستی «گرام مورفی» نیز طی قرن بیستم، از استقبال خوبی برخوردار بوده‌است. گروه تئاتر سیدنی دارای فهرست ثابتی از نمایشنامه‌های محلی است، به عنوان نمونه می‌توان کارهای نمایشنامه‌نویس برجسته «دیوید ویلیامسون» و دیگر نمایشنامه نویسان کلاسیک و بین‌المللی را نام برد.

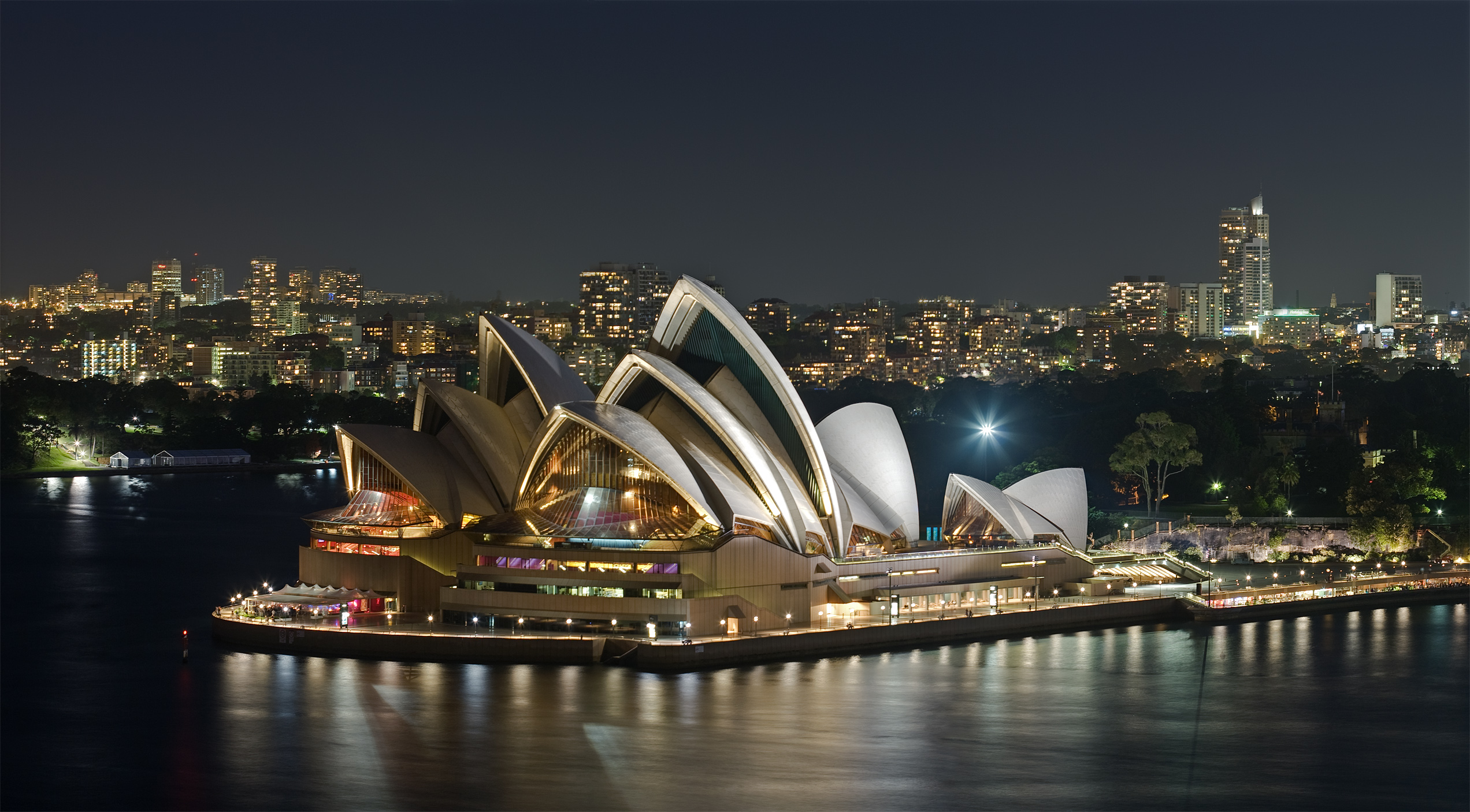

دو گروه کمپانی بی و گریفین تئاتر کمپانی از دیگر گروه‌های تئاتر شهر سیدنی هستند. گروه «سیدنی پوش» که از تعدادی نویسنده و افراد فعال سیاسی از جمله «گرمن گریر» تشکیل یافته، از حوالی سال‌های ۱۹۴۰ تا ۱۹۷۰ بر فرهنگ مردم شهر تأثیرگذار بوده‌است.

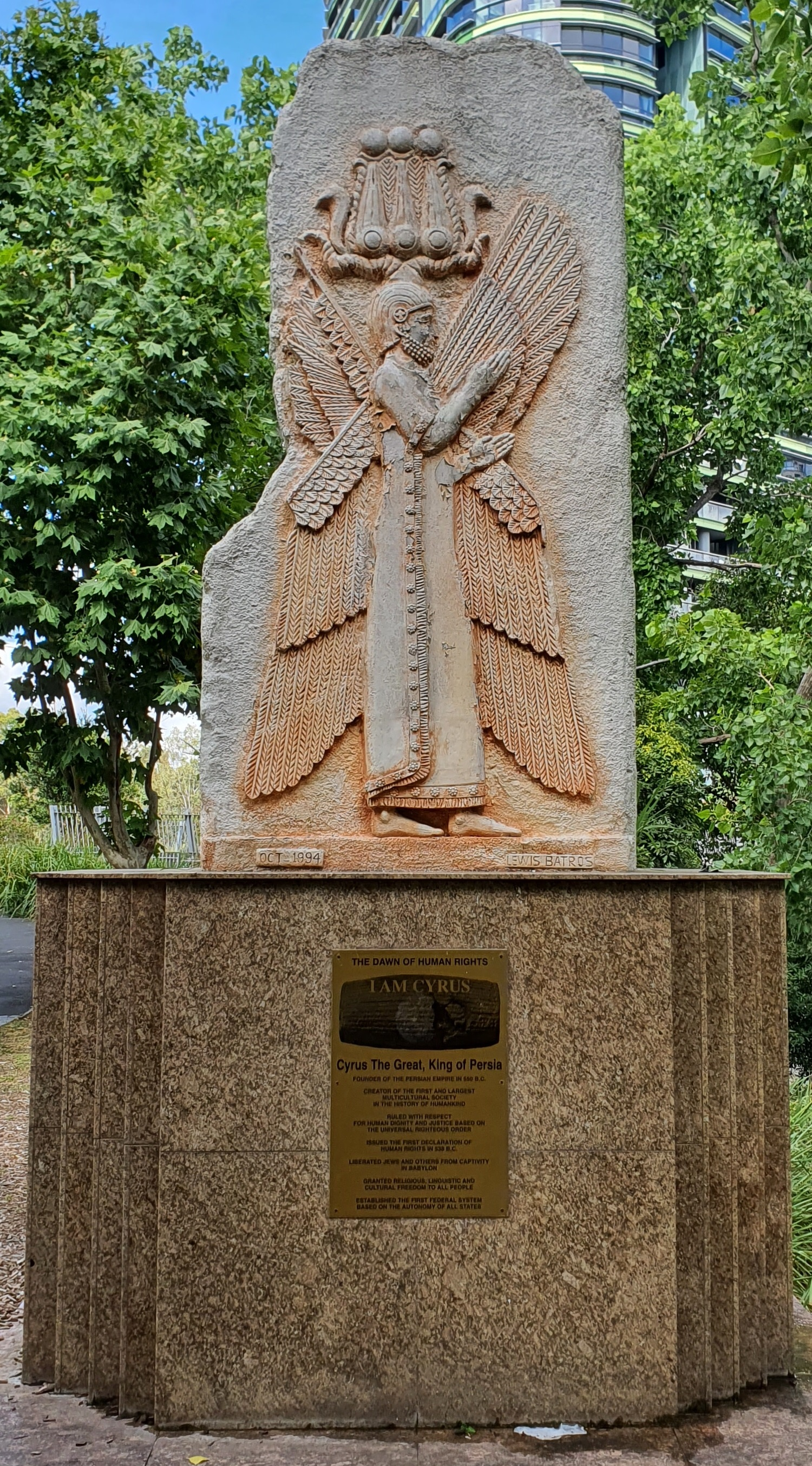
تندیس کوروش بزرگ در پارک المپیک سیدنی

انجمن ملی هنرهای نمایشی که در «کنزینگتون» بنا نهاده شده‌است، این افتخار را دارد که هنرمندان مشهوری همچون «مل گیبسون» و «باز لرمن» را تحویل جامعه هنری دهد.
شهر سیدنی میزبان فستیوال‌های مختلفی است، از قبیل فستیوال سیدنی که طی آن در سرتاسر ماه ژانویه، جشن‌هایی در مکان‌های سرپوشیده یا در هوای آزاد برپا می‌شود، یا فستیوال موزیک راک که در شهر سیدنی تأسیس شده‌است. «مراسم ماردی گرا» (انگلیسی: Big Day Out Mardi Gras) که در امتداد خیابان آکسفورد برگزار می‌شود. (مراسمی مربوط به همجنسگرایان زن و مرد) این مراسم روز پیش از چهارشنبهٔ توبهٔ کاتولیک‌ها که در خیابان کاروان شادی حرکت می‌کند.
جشنواره فیلم سیدنی و بسیاری فستیوال‌های کوچک دیگر مانند Archibald Prize و Tropfest، مسابقه‌ای که توسط نگارخانهٔ هنری نیو ساوث ولز برگزار می‌شود.
سیدنی دارای چندین موزه می‌باشد، بزرگترین آن‌ها عبارت است از:
- موزهٔ استرالیا (تاریخ طبیعی و انسان‌شناسی)
- موزهٔ نیروگاه یا پاور هاوس (علم، تکنولوژی و طراحی)
- نگارخانه هنری نیو ساوث ولز
- موزهٔ هنرهای معاصر و موزهٔ ملی دریانوردی

سیدنی از فضای باز خوبی برخوردار است و حتی در مرکز شهر نیز مکان‌های طبیعی بی‌شماری وجود دارد. درناحیهٔ تجاری مرکز سیدنی پارک‌های «باغ دوستی چینی» (انگلیسی: Chinese Garden of Friendship)، «پارک هاید» (انگلیسی: Hyde Park) و «باغ‌های گیاه‌شناسی سلطنتی» (انگلیسی: Royal Botanical Gardens) قرار دارند.

## دانشگاه‌های سیدنی

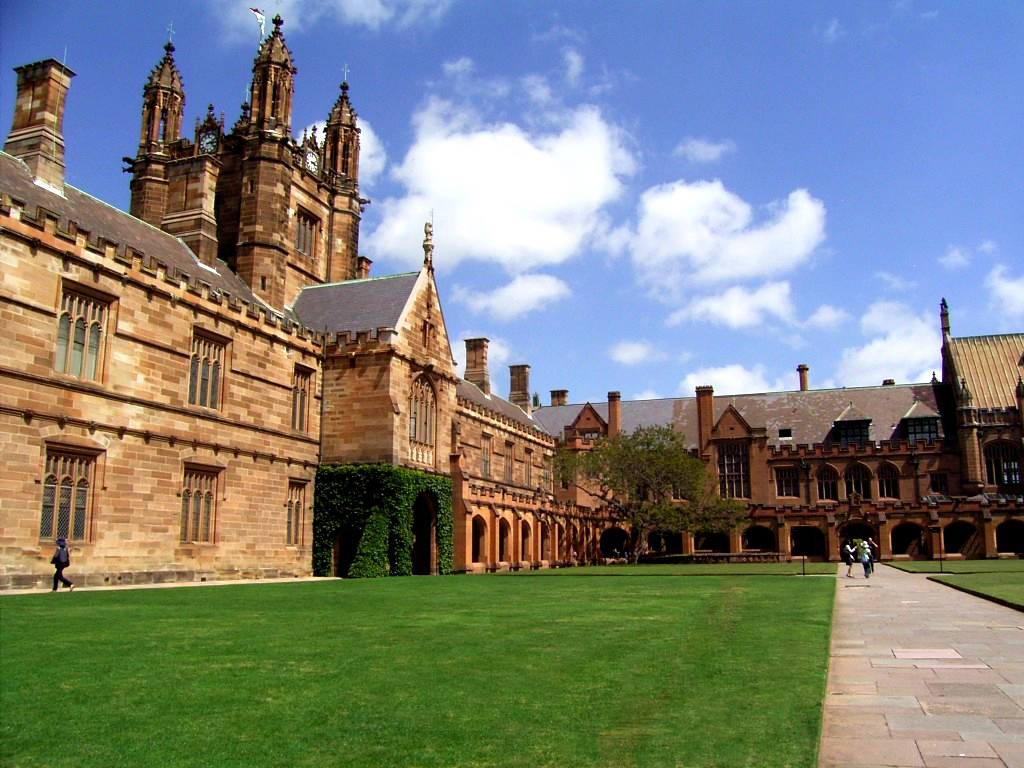
محوطه مرکزی دانشگاه سیدنی

- دانشگاه نیوساوث ولز
- دانشگاه سیدنی
- دانشگاه مک‌کواری
- دانشگاه فناوری سیدنی
- دانشگاه سیدنی غربی

## شهرهای خواهر
سیدنی با پنج شهر زیر خواهر است:
| - سان فرانسیسکو، ایالات متحده - ناگویا، ژاپن - پاریس، فرانسه - مونترال، کانادا - وینیپگ، کانادا |